# Selbyville
Selbyville – miasto w Stanach Zjednoczonych, w stanie Delaware, w hrabstwie Sussex.